# Iput I
Iput I (Jpw.t) va ser una princesa i reina d'Egipte, que va viure a cavall de les dinasties V i VI. Era filla del rei Unas, l'últim governant de la V Dinastia, i es va casar amb Teti, el primer faraó de la dinastia següent. El seu fill va ser el faraó Pepi I Merire; es creu va arribar a governar com a regent del seu fill.

## Vida
Iput era filla del rei Unas, de la V Dinastia, i d'una de les seves esposes, Nebet o Khenut. Es va casar amb el rei Teti, que va ser el primer rei de la VI Dinastia d’Egipte. El seu fill va ser faraó amb el nom de Pepi I. Una estela-decret trobada a Koptos mostra a Iput amb el seu fill Pepi. Les restes òssies trobades a la seva piràmide mostren que era una dona de mitjana edat quan va morir.
Iput va tenir un altre fill, Nebkauhor, i diverses filles: Seixseixet Uaatetkhethor, Seixseixet Idut, Seixseixet Nubkhetnebti i Seixseixet Sathor.

### Títols
Iput I tenia diversos títols perquè era filla d'un rei:
- Filla del Rei de l'Alt i del Baix Egipte (s3t-niswt-biti)
- Filla del Rei del seu cos (s3t-niswt-nt-kht.f)
- Filla de Déu (s3t-ntr)
- Aquesta filla de Déu (s3t-ntr-wt).

Altres títols que posseïa són perquè estava casada amb un faraó:
- Esposa del Rei, la seva estimada (hmt-nisw meryt.f)
- Companya d'Horus (smrt-hrw)
- Gran dels ceptres d'hetes (wrt-hetes)
- La que veu Horus i Seth (m33t-hrw-stsh)
- Gran de lloances (wrt-hzwt).

Iput va acomular encara més títols quan el seu fill Pepi I va pujar el tron:
- Mare del Rei (mwt-niswt)
- Mare del Rei dual (mwt-niswt-biti)
- Mare del Rei de la piràmide Mennefer-Pepi (mwt-niswt-mn- nfr-ppy).

## Tomba
Iput va ser enterrada a Saqqara, en una piràmide propera a la de Teti. Les piràmides d'Iput i la de l'altra esposa de Teti Khuit van ser descobertes entre juliol del 1897 i febrer del 1899 per Victor Loret.

La cambra funerària contenia un sarcòfag de pedra calcària i un fèretre de cedre. A dins s'hi van trobar restes d’una dona de mitjana edat. Havien sobreviscut al temps alguns dels seus equips funeraris, com ara basos canòpis, reposacaps o polseres daurades. Les seves restes es troben avui al Museu Egipci del Caire. El braçalet d’or es va trobar encara al braç d’Iput. A més, la cambra contenia diversos estris, com vasos de ceràmica vermella i una tassa de cristall de roca. També es van incloure models de vasos i eines a l'enterrament, alguns dels quals havien estat originalment coberts d'or.

Piràmide d'Iput.
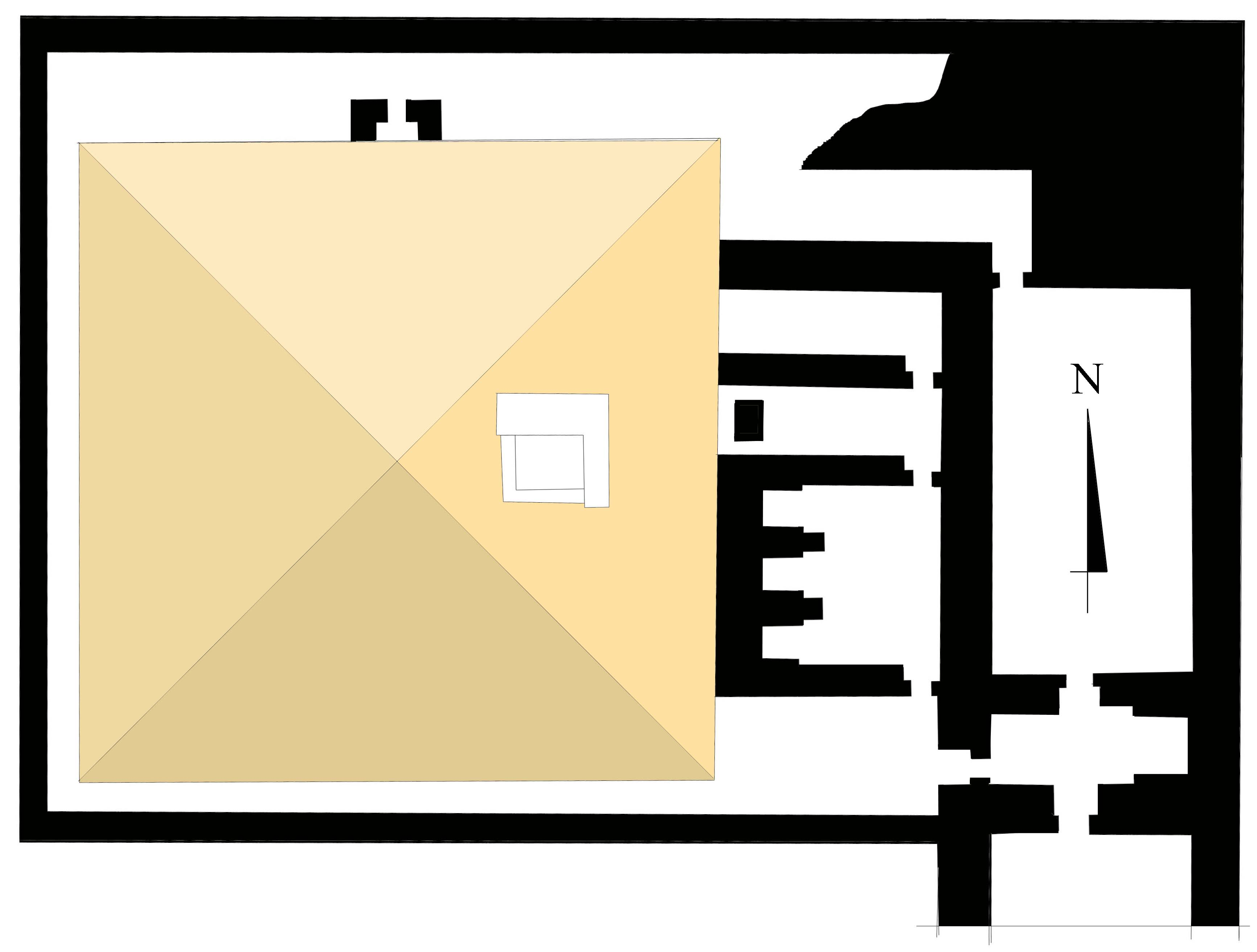
Piràmide d'Iput.
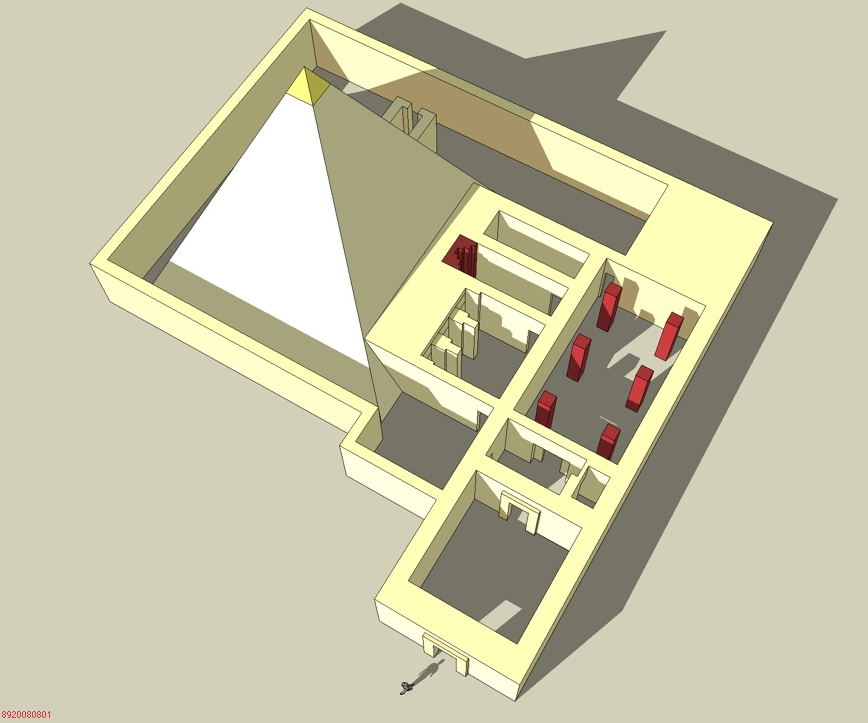
Piràmide d'Iput.
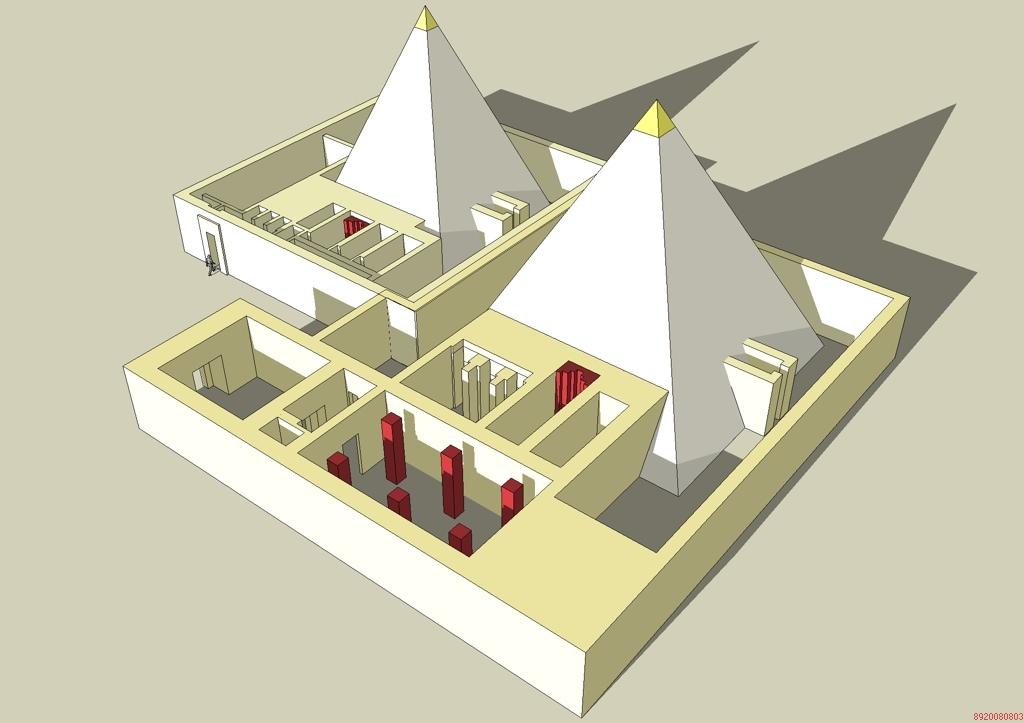
Piràmides de Khuit i d'Iput.